# Reinwardtoena
Reinwardtoena är ett släkte med fåglar i familjen duvor inom ordningen duvfåglar med tre arter som förekommer från Moluckerna till Salomonöarna:
- Långstjärtad gökduva (R. reinwardti)
- Bismarckgökduva (R. browni)
- Salomongökduva (R. crassirostris)